# هجوم حلب (نوفمبر–ديسمبر 2016)
هجوم حلب، يشار إليه باسمه الرمزي عملية فجر النصر من قبل القوات الحكومية، عملية عسكرية شنتها القوات المسلحة السورية والجماعات المتحالفة معها على الأحياء الخاضعة لسيطرة المعارضة في حلب في شهري تشرين الثاني وكانون الأول من عام 2016 ميلادي.
وقع الهجوم بعد انتهاء وقف الغارات الجوية من قبل روسيا، وقامت القوات المسلحة الروسية مرة أخرى بشن ضربات جوية وصواريخ كروز مكثفة ضد مواقع المعارضة في جميع أنحاء شمال غرب سوريا.
وقد قالت مصادر المعارضة وبعض المنظمات الدولية المستقلة بأن الهجوم الذي تشنه طائرات الحكومة السورية وروسيا أسفر عن مقتل أكتر من 300 شخص، واختناق عشرات، ونزوح آخرين.[متى؟]، وقد وصف الهجوم بأنه نقطة تحول محتملة في الحرب الأهلية.

## المقدمة
في 15 نوفمبر 2016، أطلقت الفرقاطة الأميرال غريغوروفيتش التابعة للبحرية الروسية صواريخ كروز من طراز كاليبر على مواقع المعارضة في محافظة إدلب وأهداف المعارضة و‌داعش في محافظة حمص، وأجزاء خاضعة لسيطرة المعارضة من حلب نفسها حسبما أفيد، وهو ما نفته روسيا. كما أجرت طائرات سوخوي سو-33 منطلقة من حاملة الطائرات الروسية الأميرال كوزنيتسوف ضربات جوية في جميع أنحاء شمال غرب وغرب سوريا، بما في ذلك الأحياء التي تسيطر عليها المعارضة من حلب. في اليوم نفسه، قامت القوات المسلحة السورية والميليشيات المتحالفة معها بالاستعدادات النهائية لهجوم واسع النطاق في شرق مدينة حلب.

## الهجوم
يعزى انهيار الخطوط الأمامية للمعارضة إلى الحجم الكثيف للقصف، شدة القتال، عدد القتلى والجرحى، والافتقار إلى مستشفيات. حاول المئات من المدنيين الاستفادة من انهيار المعارضة بالخروج إلى المناطق الأمنة، مع تزايد عدد المدنيين الذي أخلوا إلى ما يقرب من 10،000 خلال النهار.
في المساء، كانت 500 متر فقط تفصل الجيش عن اغلاق الفجوة بين الأجزاء الشمالية الشرقية والجنوبية الشرقية من المدينة. عند هذه النقطة، كانت المسافة المتبقية قد أصبحت بالفعل تحت سيطرة نيران الجيش. وبالإضافة إلى ذلك، أكمل الجيش سيطرته على الهلك الفوقاني، الهلك التحتاني وبستان الباشا، بدعم كردي، في حين أن حي الإنذارات الشمالي الشرقي قد تم السيطرة عليه أيضًا. استسلم 36 معارضًأ على الأقل للجيش خلال تقدماته، في حين أن عددًا منهم وفق ما أفيد قد انشق وانضم إلى قوات سوريا الديمقراطية ذات القيادة الكردية.
اعتبارًا من 28 نوفمبر، كان الجزء الشمالي الشرقي بأكمله من حلب قد سقط. في وقت مبكر من اليوم، فرض الجيش سيطرته على الحيدرية. بعد ساعتين، استولت القوات الحكومية على الصاخور كذلك، مما جعل الأحياء التي تسيطر عليها المعارضة الشيخ خضر والشيخ فارس مطوقة. بعد فترة وجيزة، تمت السيطرة على الشيخ خضر أيضًا من قبل الجيش، إلى جانب أجزاء من الشيخ فارس. تم السيطرة على ما تبقى من الشيخ فارس من قبل القوات الكردية، الذين تأكدت سيطرتهم على أجزاء من الهلك، بستان الباشا، بعيدين وكذلك عين التل بعد التقدم من حي الشيخ مقصود الشمالي الخاضع للسيطرة الكردية. وقد وصف الوضع العام بأنه «أكبر هزيمة للمعارضة في حلب منذ عام 2012»، حيث يتم كسر حالة من الجمود استمرت لمدة أربع سنوات في المدينة.
في 4 ديسمبر، بدأ السكان العودة إلى هنانو.
في 11 ديسمبر كان الجيش السوري قد سيطر على مناطق جديدة منها كرم الدعدع، ولم يتبقى سوى مناطق بستان القصر والكلاسة والسكري وما حولها إضافة إلى ما تبقى من حي صلاح الدين.

## المرحلة النهائية

### بداية النهاية
في 7 ديسمبر، واصل الجيش هجومه الواسع النطاق، مؤمنًا الشيخ لطفي، بينما سيطر أيضًا على أحياء المرجة، باب النيرب، المعادي، الصالحين. وفي اليوم التالي، بدأ الجيش مرحلته الأخيرة من الهجوم، مع هجوم جديد علي الشيخ سعيد، بينما يستعد أيضًا لاقتحام منطقه السكري. وخلال النهار، تقدم في منطقة الشيخ سعيد.
في نهاية 8 ديسمبر، أوقف الجيش السوري هجومه بغية إجلاء حوالي 8،000 مدني من المنطقة. وذكر المسؤولون الروس أنه تم اجلاء 10،500 إجمالًا، بينما ذكرت الأمم المتحدة ان المعارضين كانوا يمنعون الناس من الرحيل. ومع ذلك، وعلى الرغم من الوقفة الإنسانية المعلن عنها، في اليوم التالي، كانت هناك تقارير متضاربة، مع ذكر البعض أن القتال كان مستمرًا، بينما ذكر آخرون أن الهجوم الحكومي استؤنف بعد انقطاع قصير. في 10 ديسمبر، أبلغ المسؤولون الروس أن ما يصل إلى 50،000 شخص تم إجلاؤهم على مدى اليومين الماضيين، بينما زعموا أيضًا أن أكثر من 1،200 من مقاتلي المعارضة المسلحة استسلموا. وأفيد أن أحد الأسباب المحتملة الأخرى لوقف تقدم الجيش هو هجوم داعش المتزامن ضد تدمر، الذي حول القوات للدفاع عن المدينة بعيدًا عن حلب.

### وقف إطلاق النار والإجلاء
في 13 ديسمبر تم التوصل إلى اتفاق لوقف إطلاق النار برعاية روسيا وتركيا في وقت لاحق، ووافقت فصائل المعارضة بموجبه على الانسحاب من ما تبقى تحت سيطرتها. وبموجب شروط الاتفاق، تم تنفيذ وقف القصف على المناطق التي تسيطر عليها المعارضة، بينما توقفت الاشتباكات البرية في المساء، وبعد ذلك سيتم الإجلاء المدني الأول. سيتم عندئذ إخلاء جميع المعارضين المتبقين، إلى جانب أفراد أسرهم، وعدد من المقاتلين الأجانب في الساعة الخامسة صباحًا ت.ش.أ في اليوم التالي. سيتم إجلاء المعارضين من قبل الجيش إلى ضواحي حلب الغربية، وبعد ذلك سيكملون بأنفسهم إلى محافظة إدلب. وذكر مسؤول بالحكومة التركية أنه بعد نقل المعارضين المعتدلين إلى إدلب، فأنه سيسمح لهم بالانضمام إلى سائر المعارضين الذين يقاتلون ضد داعش في عملية درع الفرات. في المساء، فيتالي تشوركين، الممثل الدائم لروسيا لدى الأمم المتحدة، والفاروق، زعيم أحرار الشام، أكدا على حد سواء أن جميع العمليات العسكرية قد توقفت. وأفاد تشوركين أن الجيش السوري يسيطر على المدينة بالكامل، بينما حذر الفاروق المعارضون أن يكونوا مستعدون في حالة حدوث أي خرق.
وقد تأجل الإجلاء، الذي كان سيبدأ في الساعة الخامسة من صباح يوم 14 ديسمبر، دون أن يقدم أي سبب واعتبارًا من الساعة 6:15 صباحًا، لم يتم إجلاء أحد، ولم ينقل أي من الحافلات إلى الأحياء الشرقية. بعضها دخل لفترة وجيزة في الليلة السابقة، ولكنها عادت فارغة. وذكر مصدر موالي للحكومة أن إطلاق نار متفرق من مناطق المعارضة قبل موعد المغادرة تسبب في قلق العديد من الجنود من أن الاتفاق قد يفشل وذكر ضابط عسكري أن إجلاء المعارضين والمدنيين قد أرجئ إلى أجل غير مسمى بسبب سوء الاتصالات والنزاعات الداخلية بين المعارضين. على النقيض من ذلك، اتهم مسؤول من المعارضة ميليشيات شيعية موالية للحكومة بعرقلة عملية الإجلاء. وذكرت الأنباء أن إيران أرادت إجلاء متزامن للجرحى من قريتين محاصرتين من قبل المعارضين في محافظة إدلب، والذي رفضه المعارضون. وذكرت إحدى المحطات الموالية للمعارضة أن عملية الإجلاء قد تتأخر حتى اليوم التالي. ولكن سرعان ما اندلعت الضربات الجوية، الاشتباكات والقصف الجوي، مما يجعل وقف إطلاق النار قد خرق. واتهم الجيش الروسي المعارضين بخرق وقف إطلاق النار، مشيرا إلى أنه على الرغم من أن الجيش قد تقيد به، فإن المعارضين أطلقوا النار على قافلة كانت يقصد منها الإجلاء، بينما اتهم الرئيس التركي رجب طيب أردوغان الجيش السوري بخرقه. وذكر المرصد السوري لحقوق الإنسان أن وجود 250 من المعارضين غير السوريين الذين أرادت الحكومة السورية احتجازهم للاستجواب، كان أيضا سببا وراء انهيار الاتفاق.
فيما بعد، أفيد أن أراضي المعارضين تقلصت إلى 2.5 كم² فقط، بعد أن اجتاز الجيش النهر واستولى على ما لا يقل عن نصف حي السكري. خلال القتال، شن المعارضون هجوما ضد القوات الموالية للحكومة باستخدام سيارات مفخخة انتحارية. وفي المساء، تم التوصل إلى اتفاق جديد لوقف إطلاق النار، حيث من المقرر أن تبدأ عمليات الإجلاء في وقت مبكر من 15 ديسمبر، من كل من حلب وقريتي الفوعة و‌كفريا المحاصرتين من قبل المعارضين. وأكد مسؤولان معارضين ومسؤول موالي للحكومة وقف إطلاق النار والإجلاء من حلب، ولكن كان هناك تباينات حول الذين سيتم إجلاؤهم من القريتين، حيث ذكر المعارضون أنه لن يتم نقل سوى الجرحى، بينما ذكر المسؤول الموالي للحكومة أن حوالي 15،000 شخص سينقلوا. بيد أن، الوحدة الإعلامية لحزب الله نفت في قت لاحق هذه التقارير، مشيرة إلى أن المفاوضات كانت تشهد تعقيدات كبيرة بسبب التوتر والعمليات على الخطوط الأمامية.
وتم إحياء وقف إطلاق النار خلال الساعات الأولى من يوم 15 ديسمبر، ويقال أن المعارضين سيؤخذون إلى خان طومان. وذكرت وزارة الدفاع الروسية أن الجنود الروس سيقودون إجلاء المعارضين مع ضمان الحكومة السورية لسلامتهم، بينما ستساعد اللجنة الدولية للصليب الأحمر في نقل المعارضين الجرحى. وذكر يان إيغلاند مستشار الأمم المتحدة للشؤون الإنسانية في سوريا، أن المرضى والجرحى من بينهم الأيتام سيتم إجلائهم أولا، ويليهم الأشخاص المعرضين للخطر، ومن ثم المعارضين.
وسرعان ما بدأ الإجلاء، وحوالي الظهيرة، وصلت الموجة الأولى من المرحلين إلى الأراضي التي يسيطر عليها المعارضون في غرب حلب. وتم إجلاء حوالي 1،000 شخص من بينهم 300 طفل و28 جريحًا في القافلة الأولى. وخلال عمليه الإجلاء، أفيد بأن الميليشيات الموالية للحكومة أطلقت النار على سيارات الإسعاف التي كانت تقل المدنيين عندما غادرت شرق حلب. وذكر تقرير واحد أن شخصًا واحدًا لقي مصرعه وأصيب أربعة آخرون بينما قال آخر أن ثلاثة أشخاص فقط أصيبوا بجراح. وذكر التلفزيون الرسمي السوري أن القافلة قد أخلت أيضا المقاتلين المعارضين، بينما سيتم إجلاء المقاتلين بعد القافلة الأولى أو الثانية وفقا لما ذكره كبير مفاوضي المعارضين. وفي الوقت نفسه، أفيد أن عمليات الإجلاء بدأت أيضًا في الفوعة وكفريا. ومع اقتراب الانسحاب، أحرق المعارضون مراكز قيادتهم ومستودعاتهم وعرباتهم، بينما ذكر الجنرال الروسي الكبير فيكتور بوزنيخير أن الجيش السوري أوشك على الانتهاء من عملياته في حلب. في وقت لاحق من اليوم، غادرت القافلة الثانية والثالثة، وكانت القافلة الثانية تجلي 1،198 شخصا. ذكر مبعوث الأمم المتحدة لسوريا ستافان دي ميستورا أن حوالي 50،000 شخص كان لا يزال يتعين إجلاؤهم، من بينهم 40،000 من المدنيين الذين سيتوجهون إلى غرب حلب، بينما سوف يؤخذ 1،500–5،000 معارض وأسرهم إلى إدلب.
وبحلول صباح 16 ديسمبر، تم إجلاء ما يتراوح بين 8،000 و8،500 شخص إجمالا، بمن فيهم زهاء 3،000 مقاتل وأكثر من 300 جريح، في سبع أو ثماني قوافل. كما وصل ما يقرب من 200 من المرضى الذين تم إجلاؤهم إلى الجزء الذي تسيطر عليه الحكومة في حلب. بيد أنه، خلال النهار علقت عملية الإجلاء مرة أخرى حيث اتهمت الحكومة السورية المعارضين بخرق الاتفاق. ووفقا لتقرير واحد، أطلق المعارضون النار على المركبات التي كانت يقصد بها الإجلاء. وذكرت تقارير أخرى أنه تم تعليقها بسبب رفض المعارضين السماح بإجلاء الجرحى من الفوعة وكفريا، مما دفع المتظاهرين لعرقلة الطريق المستخدمة للإجلاء في حلب، مطالبين بالإخلاء من القريتين. وذكر تقرير آخر أنها أوقفت بسبب محاولة المعارضين المغادرة مع الأسرى وتهريب الأسلحة. وفي وقت لاحق، استؤنف القتال العنيف، وأفيد أن القوات الحكومية تتقدم في حيين. وفي الوقت نفسه زعمت وزارة الدفاع الروسية أن الجيش السوري أتم العملية للسيطرة على حلب وقضى على آخر جيوب المقاومة. كما ادعت في وقت لاحق أن عملية الإجلاء قد اكتملت، مع إجلاء جميع المدنيين و3،400 معارض معتدل شكلوا الجزء الأكبر من القوة القتالية للمعارضين.
في 17 ديسمبر، ادعى مسؤولون من الحكومة و‌جيش الفتح أن عمليات الإجلاء ستستأنف قريبا كما تم التوصل إلى اتفاق جديد، والذي يسمح أيضا بإخلاء الجرحى من منطقتين غرب دمشق قرب الحدود اللبنانية. ومع ذلك، لم يجر أي إخلاء حتى نهاية اليوم. وجرت اشتباكات أيضا خلال اليوم.
تم التوصل إلى اتفاق آخر في 18 ديسمبر، مما يسمح أيضا بالإجلاء من مضايا و‌الزبداني. مع ذلك تمت مهاجمة وإحراق 5 حافلات في طريقها إلى الفوعة وكفريا من قبل القوات المسلحة المعارضة. واستؤنف الإجلاء في وقت لاحق من اليوم. وعلق بعد ذلك مرة أخرى بسبب الهجوم الذي وقع في وقت سابق على الحافلات، ولكن سمح لقافلة تقل مدنيين بمغادرة حلب.
في 19 ديسمبر وافق مجلس الأمن التابع للأمم المتحدة  بالإجماع على اعتماد القرار رقم 2328 القاضي بمراقبة الإخلاء وتقديم التقرير عن حالة المدنيين. ذكر الصليب الأحمر أنه تمّ اجلاء 15،000 شخص بحلول نهاية اليوم، ليصل العدد الإجمالي إلى 25،000. ومع ذلك، شك المرصد السوري لحقوق الإنسان في رقم الصليب الأحمر الدولي، وذكر أنه بحلول 20 ديسمبر، تم اجلاء 16200 شخص، بما في ذلك عدة آلاف من المعارضين، في حين بين 2000 و 3000 لا يزال بقوا هناك.
في 20 ديسمبر حذر الجيش السوري المعارضين أنه سيدخل الأراضي التي كانت في حوزتهم اليوم في وقت لاحق، وقال لجميعهم أن يتركوا شرقي حلب.
أعلنت اللجنة الدولية للصليب الأحمر، مساء الأربعاء 21 ديسمبر، عن إجلاء جميع الجرحى والمرضى من الأحياء الشرقية في مدينة حلب وحسب المصادر وصلت 4 حافلات وسيارتي إسعاف تابعتين للهلال الأحمر السوري تقل جرحى ومرضى ونساء وأطفالا من بلدتي كفريا والفوعة، الواقعتين في محافظة إدلب. وقال المرصد السوري لحقوق الإنسان أنه لا تزال هناك 4 حافلات على الأقل يُنتظر وصولها إلى مناطق سيطرة قوات النظام في حلب.
حيث أنه كان من المقرر وصول 8 حافلات تنقل عشرات الحالات الإنسانية والعائلات، من بلدتي كفريا والفوعة إلى حلب، بالتزامن مع إخراج 62 حافلة تقل المئات من المسلحين وعائلاتهم إلى ريف حلب الجنوبي الغربي. وقالت بي بي سي نقلا عن وكالة الأنباء السورية، إن قافلة الشاحنات مُنعت من دخول بلدتي الفوعة وكفريا، بسبب «خلافات داخل الجماعات الإرهابية» ولم يتم إجلاء إلا 750 شخصا من البلدتين. تم إجلاء أكثر من 34،000 شخص من بينهم أكثر من 4،000 معارض صباح يوم 22 ديسمبر وفقا لبيان أدلى به الصليب الأحمر.

### انتهاء العمليات
مساء يوم الخميس 22 ديسمبر، أعلن الناطق باسم القيادة العامة للجيش والقوات المسلحة السورية في بيان متلفز «السيطرة على كامل مدينة حلب»، وأتى الإعلان بعد دقائق من خروج آخر مسلحي الأحياء الشرقية وعوائلهم من الجيب الأخير، في الأحياء الشرقية، والتي كانت تحت سيطرتهم. وأكّد البيان أن «هذا الانتصار يشكل تحولاً استراتيجياً ومنعطفاً هاماً في الحرب على الإرهاب من جهة، وضربة قاصمة للمشروع الإرهابي وداعميه من جهة أخرى»، مضيفاً أنه «يؤكّد قدرة الجيش وحلفائه على حسم المعركة مع التنظيمات الإرهابية، ويؤسّس لانطلاق مرحلة جديدة لدحر الإرهاب من جميع الأراضي السورية».